# Ich, Nemo
Ich, Nemo ist ein Lied des deutschen Techno-Musikprojektes U 96 aus dem Jahr 2022, in Zusammenarbeit mit dem deutschen Schauspieler Claude-Oliver Rudolph.

## Entstehung und Veröffentlichung
Geschrieben und produziert wurde das Lied von den U-96-Mitgliedern Ingo Hauss und Hayo Lewerentz sowie von Gastmusiker Claude-Oliver Rudolph. Bei der Produktion erhielten sie zudem Unterstützung durch Arnd Rippelmeyer. Der Text wurde vom Schauspieler Claude-Oliver Rudolph eingesprochen, während die U-96-Mitglieder nur an der Produktion, nicht der Interpretation beteiligt sind.
Die Erstveröffentlichung von Ich, Nemo erfolgte als Single am 19. August 2022 bei Rar Records. Diese erschien als digitaler Einzeltrack zum Download und Streaming. Am 9. September desselben Jahres erschien das Lied als Teil von 20.000 Meilen unter dem Meer, dem siebten Studioalbum des Musikprojektes.

## Inhalt
Der Liedtext bezieht sich auf die Figur des Kapitän Nemo aus dem gleichnamigen Roman des französischen Schriftstellers Jules Verne. In diesem erklärt der Protagonist seine Ablehnung gegenüber den Menschen, nachdem er bereits allen möglichen Kreaturen der Weltmeere getrotzt hat:

„Ich, Nemo. Kaiser und Gott. Kapitän der Nautilus. Ich mag die Menschen nich'.
Hab die sieben Weltmeere gefahren. In Abyssus geschaut. Abyssus invocat Abyssum. Der Hölle tiefster Schlund.
Sah den Megalodon. Carcharias requin, den Herr der Tiefe, den Menschenhai. 
Oder, Vampyroporodon, in Leviathan, Riesenkrake, stets bereit, hinabzuziehen in die Ewigkeit.
Ich sah alles. Ich kenne alles bis auf Punkt und Strich. Und eines weiß ich ganz gewiss: Ich mag die Menschen nich'.“